# Turiscai (Verwaltungsamt)
| \| \| |
|       |

|  |

Turiscai ist ein osttimoresisches Verwaltungsamt (portugiesisch Posto Administrativo) in der Gemeinde Manufahi. Der Sitz der Verwaltung befindet sich im Ort Turiscai. „Turiskai“ bedeutet auf Mambai „Stamm des Turibaums“.

## Geographie

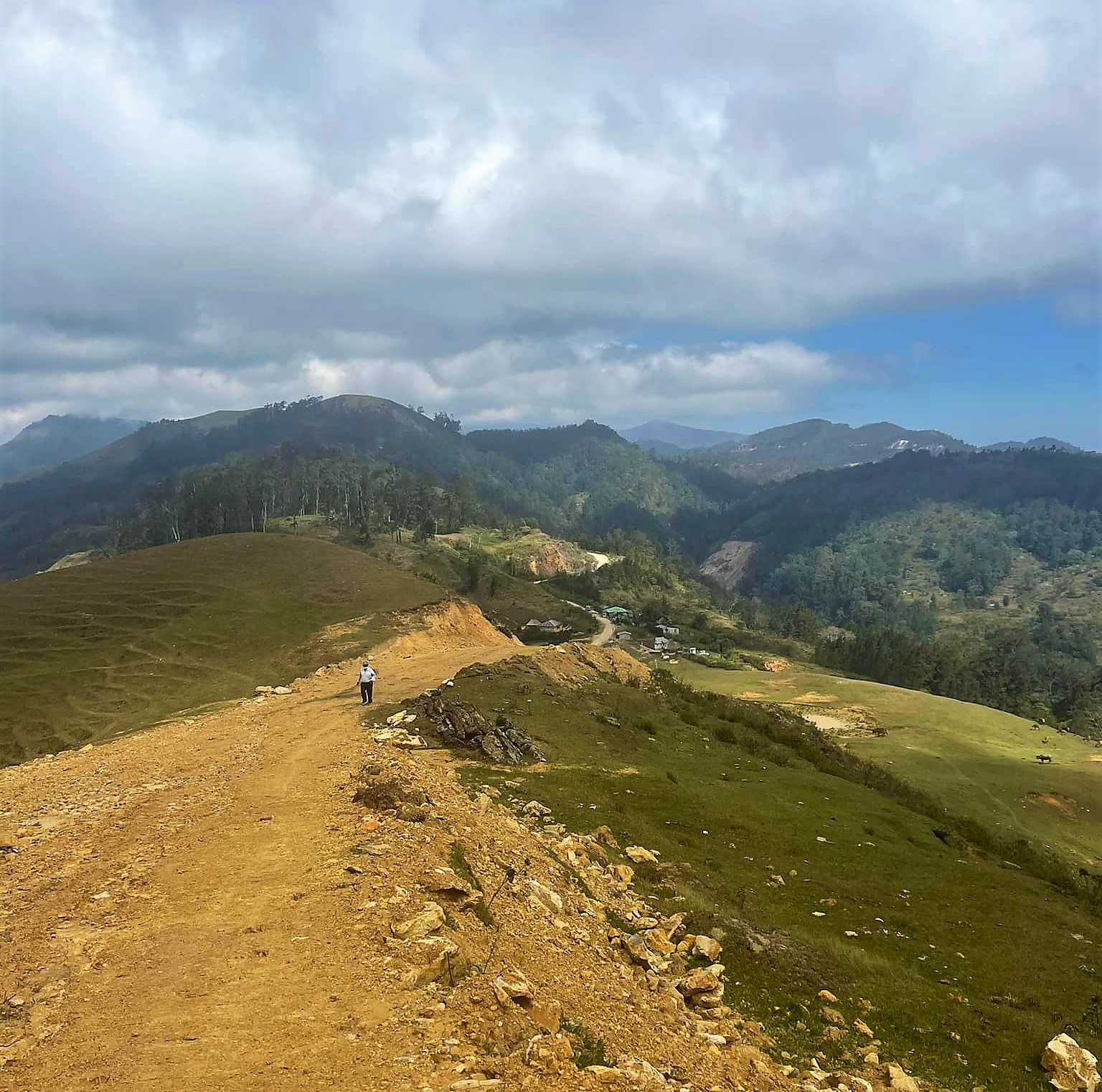
Landschaft in Turiscai

Bis 2014 wurden die Verwaltungsämter noch als Subdistrikte bezeichnet. Vor der Gebietsreform 2015 hatte Turiscai eine Fläche von 188,44 km². Nun sind es 197,94 km².
Turiscai liegt im Norden von Manufahi. Südlich liegen an die Verwaltungsämter Same und Fatuberlio. Im Westen grenzt Turiscai an den zur Gemeinde Ainaro gehörenden Verwaltungsamt Maubisse, im Norden an den zur Gemeinde Aileu gehörenden Verwaltungsamt Lequidoe und im Osten an den zur Gemeinde Manatuto gehörenden Verwaltungsamt Laclubar. Die in Turiscai entspringenden Flüsse fließen in den Nördlichen Lacló, Südlichen Lacló, Clerec und Caraulun.
Das Verwaltungsamt Turiscai teilt sich in elf Sucos: Aitemua (Aitenua), Beremana, Fatucalo (Fatukalo), Caimauc (Kaimauk), Foholau, Lessuata (Lesuata), Liurai, Manumera, Matorec (Matorek), Mindelo und Orana.

Klimadaten
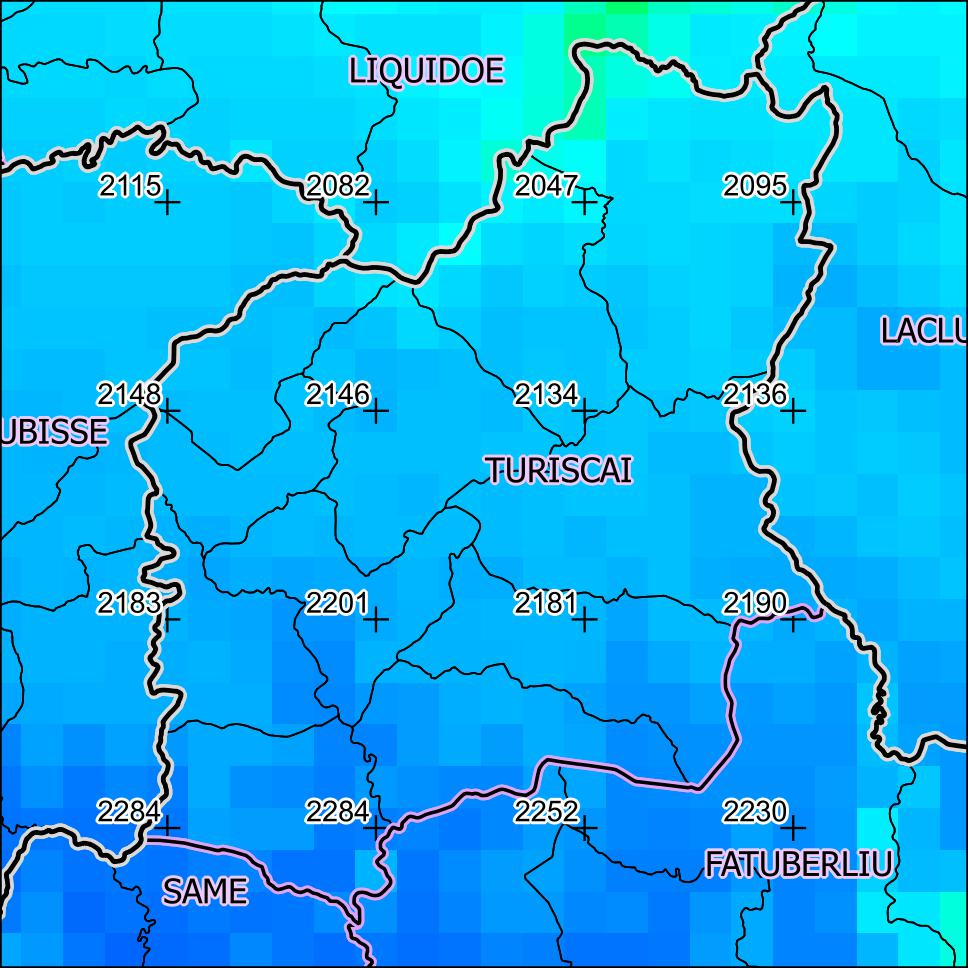
Jährliche Niederschlagsmenge (2000)
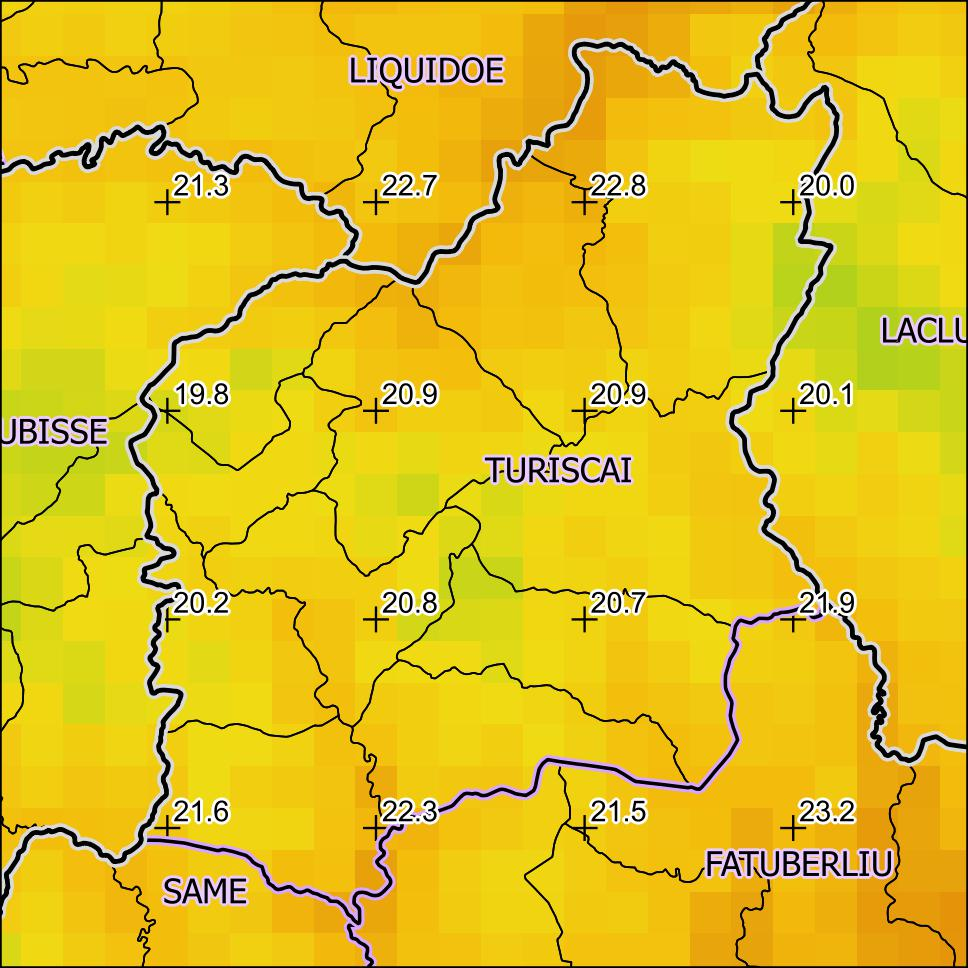
Jahresdurchschnitts-temperatur (2000)

## Einwohner

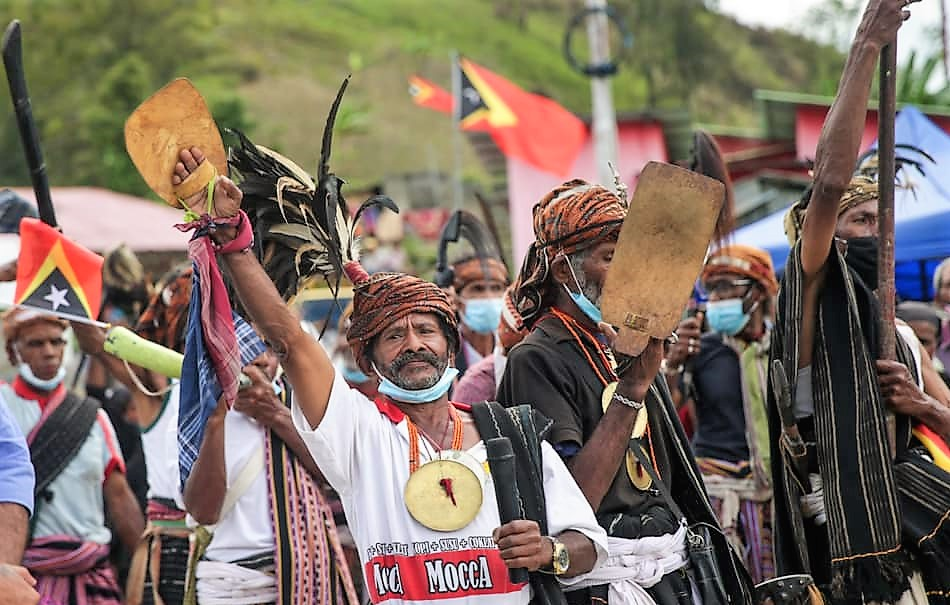
Moradores in Lessuata

In Turiscai leben 7.800 Menschen (2022), davon sind 4.074 Männer und 3.726 Frauen. Im Verwaltungsamt gibt es 1.397 Haushalte. Die größte Sprachgruppe bilden die Sprecher der Nationalsprache Mambai. Östlich vom Ort Turiscai gibt es eine kleine Gruppe, die Isní spricht, das zur Nationalsprache Idalaka gehört. Der Altersdurchschnitt der Bevölkerung beträgt 17,6 Jahre (2010, 2004: 16,0 Jahre).

## Geschichte

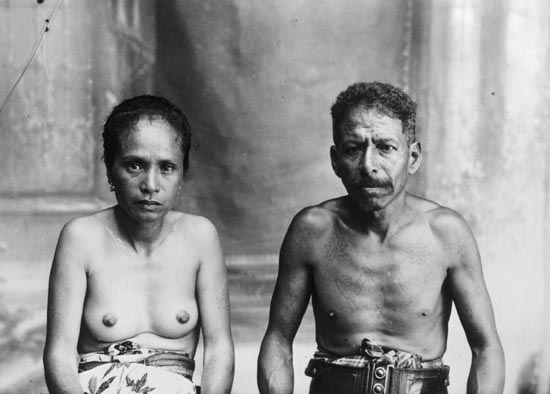
„Ein Paar von Lakalei-Sprechern aus Turiscai“, Álbum Fontoura, vor 1940

Turiscai war eines der traditionellen Reiche Timors, die von einem Liurai regiert wurden. Es erscheint auf einer Liste von Afonso de Castro, einem ehemaligen Gouverneur von Portugiesisch-Timor, der im Jahre 1868 47 Reiche aufführte.
1901 wurde die Sucos Quileimera, Aimeta und Saçai vom aufgelösten Reich Failacôr an das Reich Turiscai angegliedert.
Bei der Rebellion von Manufahi (1911/1912) unterstützte Turiscai Boaventura, den aufständischen Liurai von Manufahi. Der Aufstand wurde aber von den portugiesischen Kolonialherren niedergeschlagen.

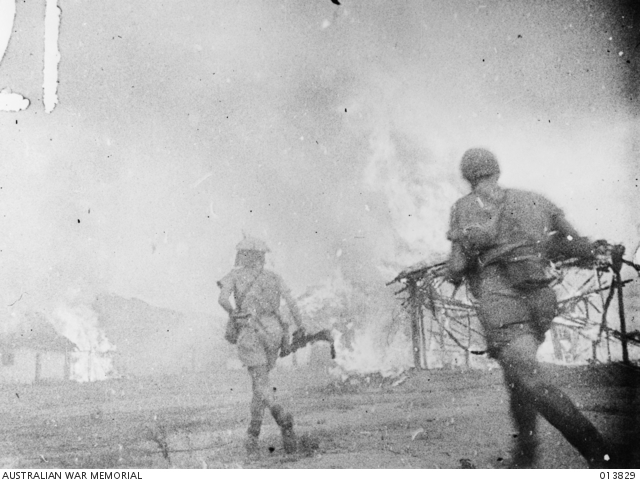
Australische Soldaten brennen Hütten in Maubissi nieder (Ende 1942)

Während des Zweiten Weltkrieges wurde Portugiesisch-Timor von den Japanern besetzt und Schauplatz der Schlacht um Timor, in der australische Kommandos und ein Teil der Bevölkerung in Guerillataktik gegen die Besatzer kämpften. Im Juli 1942 kam es in Turiscai zu einem Aufstand gegen die Portugiesen, der japanischen Einfluss zugeschrieben wird. Der Verwaltungsposten wurde geplündert. Die Rebellion wurde von 700 Moradores aus Laclo, Laleia und Laclubar niedergeschlagen. Am 12. Dezember 1942 brannten australische Soldaten mehrere Hütten in Maubissi von pro-japanischen Timoresen nieder, damit diese nicht als Basis für die Japaner dienen konnten.
Während des Bürgerkrieges zwischen FRETILIN und UDT 1975 griffen FRETILIN-Kämpfer im September die Aldeia Leubuti (Leobuti) im Suco Foholau an. Die Bewohner, zumeist Anhänger der APODETI, flohen in die Wälder. Drei von ihnen wurden getötet. Andere wurden nach Turiscai gebracht und mussten dort auf den Feldern arbeiten.
1975 marschierten die Indonesier in Osttimor ein. Der Widerstand der FRETILIN und ihres militärischen Arms, der FALINTIL, formierte sich in den Bergen, auch in Turiscai. Im März 1976 drangen indonesische Truppen nach Turiscai ein. Es kam zu Kämpfen im Suco Liurai, als dieser besetzt wurde. Fünf FALINTIL-Kämpfer kamen ums Leben, von der geflohenen Bevölkerung kamen 300 wegen Krankheiten und Hunger ums Leben. Weitere 250 starben im Jahr darauf durch Hunger und Krankheit, als sie aus Lequidoe vertrieben wurden.
Der von der FRETILIN eingesetzte Staatspräsident Francisco Xavier do Amaral versuchte 1977 auf lokaler Ebene über Truppenreduzierung und Waffenstillstand zu verhandeln. Er wollte so seine Heimat Turiscai vor Gräueltaten der indonesischen Armee schützen. Das FRETILIN-Zentralkomitee warf ihm daher Hochverrat vor und setzte ihn am 14. September 1977 ab.
1978 griffen die Indonesier Foholau, Orana und Matorec an. Häuser und Getreidespeicher wurden niedergebrannt. Die Einwohner flohen nach Süden in Richtung Alas und Fatuberlio. 90 starben durch Hunger und Krankheiten. 150 von ihnen wurden eingefangen und wieder zurückgebracht.
Nicolau dos Reis Lobato, der Nachfolger von Amaral wurde in Mindelo am 31. Dezember 1978 von der indonesischen Armee gestellt und kam dabei ums Leben.

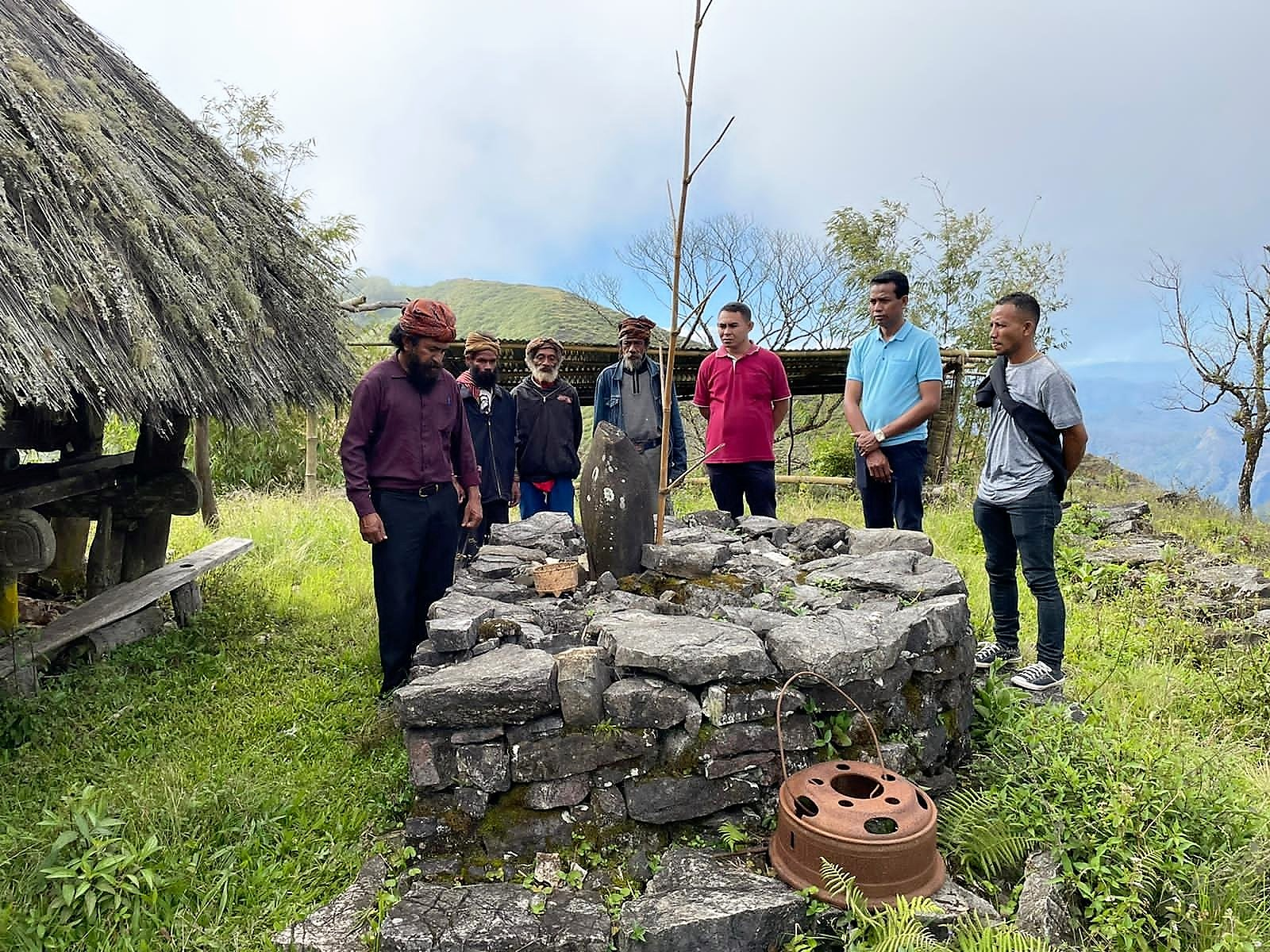
Traditioneller Altar beim Ort Turiscai

1979 flohen Timoresen vor Angriffen auf Alas und Fatuberlio in das bereits indonesisch besetzte Turiscai. Hier starben 120 Menschen an Hunger und Krankheiten. Ende 1979 gab es beim Ort Turiscai ein indonesisches Lager für Osttimoresen, die zur besseren Kontrolle von den Besatzern umgesiedelt werden sollten. Hier wurden auch die ehemaligen Bewohner der Widerstandsbasis (base de apoio) des Sektors Centro Sul interniert. Sie stammten aus Turiscai, Fatuberlio, Maubisse und Dili. Von 1980 bis 1981 lebten die Einwohner von Liurai in Turiscai. In dieser Zeit wurden eine Frau und zwei 14 Jahre alte Mädchen von indonesischen Soldaten vergewaltigt. Gegenüber der letzten Volkszählung in der portugiesischen Kolonialzeit 1970 sank die Bevölkerungszahl in Turiscai von 5981 auf 2890 um 51,7 %.
Nach einem Angriff von FALINTIL-Kämpfern auf das Subdistrikthauptquartier von Alas der indonesischen Armee am 9. November 1998 reagierten die Indonesier mit einer Vergeltungsaktion gegen Zivilisten in der Umgebung und brannten die Häuser von jenen ab, die sie für Unabhängigkeitsunterstützer hielten, so auch in Lessuata und Manumera.
Turiscai war 1956 bei Gründung des Kreises Same Teil des späteren Manufahi, kam aber aus geographischen Gründen bis 1975 zum Kreis Ainaro. Während der indonesischen Besatzungszeit (1975–1999) wurdeTuriscai wieder dem Distrikt Manufahi angeschlossen, wofür der Subdistrikt Hato-Udo von Manufahi zu Ainaro wechselte.

## Politik
Der Administrator des Verwaltungsamts wird von der Zentralregierung in Dili ernannt. 2015 war dies Afonso Sarmento. 2016/ 2017 war dies Júlio Godinho, der 2020 als Administrator bestätigt wurde. Am 9. Januar 2024 wurde Abrão de Jesus Nunes zum Administrator ernannt.

## Wirtschaft
65 % der Haushalte in Turiscai bauen Maniok an, 67 % Mais, 58 % Kaffee, 55 % Gemüse, 18 % Kokosnüsse und 6 % Reis.

## Persönlichkeiten
- Francisco Xavier do Amaral (1937–2012), Osttimors erster Präsident, wurde 1937 in Turiscai als Sohn des Liurais geboren.